# Sensorimotore obsessie
Sensorimotore obsessie, of body-focused obsessie is een aandoening die lijkt op een obsessieve-compulsieve stoornis. 

## Algemeen
Patiënten zijn bij deze stoornis bovenmatig gefocust op automatische lichaamsprocessen. De meest voorkomende sensorimotore obsessies zijn:
- Fixatie op ademhaling
- Veel met het oog knipperen
- Overmatig moeten slikken en dit bewust ervaren
- Letten op mond- en tongbewegingen
- Fixatie op de hartslag of hartritme
- Oogcontact zoeken
- Visuele afleidingen, zoals gefixieerd zijn op glasvochttroebeling
- Geobsedeerd zijn door lichaamsdelen zoals vingers

## Onderzoek
Naar de aandoening is nog weinig onderzoek verricht. Er zijn geen cijfers bekend over hoeveel mensen aan deze aandoening lijden. David Keuler, gespecialiseerd in het behandelen van obsessies, roept daarom op om onderzoek te doen naar dit verschijnsel omdat er op dit moment alleen maar casuïstiek en anekdotisch bewijs is over het optreden en behandelen van de obsessie.
De aandoening staat niet in het DSM.

## Behandeling
De behandeling van deze aandoening bestaat uit het volgen van therapie zoals psycho-educatie, gradual exposure en mindfulness. Deze therapiën hebben als doel om de patiënt om te leren gaan met de angsten die gepaard gaan met de obsessie (angst om de obsessie nooit meer kwijt te raken). Worden deze angsten verlicht, dan neemt vaak ook de obsessie af.